# 草原袋鼠属
草原袋鼠屬（或稱短鼻𪖈屬）下的動物，現已知有五種：
- 蓋氏袋鼠（B. gaimardi）
- 勒氏短鼻𪖈（B. leseur）
- 毛尾袋鼠（B. penicillata）
- 短鼻大袋鼠（B. tropica）
- † B. pusilla

赤褐袋鼠有時被指是草原袋鼠的一種，但很明顯是錯誤的。
草原袋鼠屬下所有種都被列在《瀕危野生動植物種國際貿易公約》附錄一的保護之下。